# Cunninghamia konishii
Cunninghamia konishii är en cypressväxtart som beskrevs av Bunzo Hayata. Cunninghamia konishii ingår i släktet Cunninghamia, och familjen cypressväxter. IUCN kategoriserar arten globalt som sårbar. Inga underarter finns listade i Catalogue of Life.
Arten förekommer mest i Taiwan, där den är endemisk.

## Bildgalleri

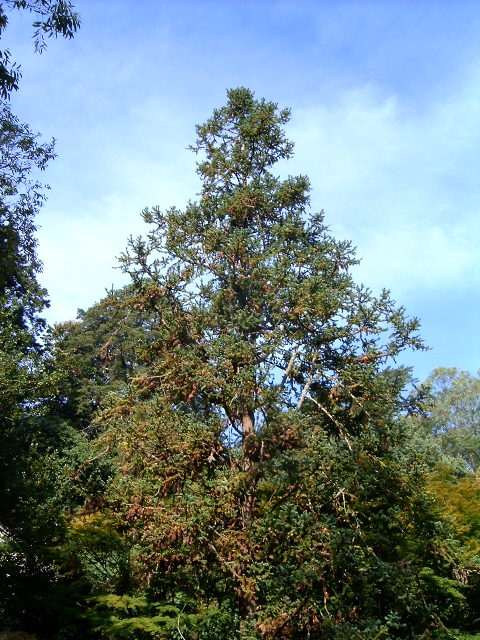
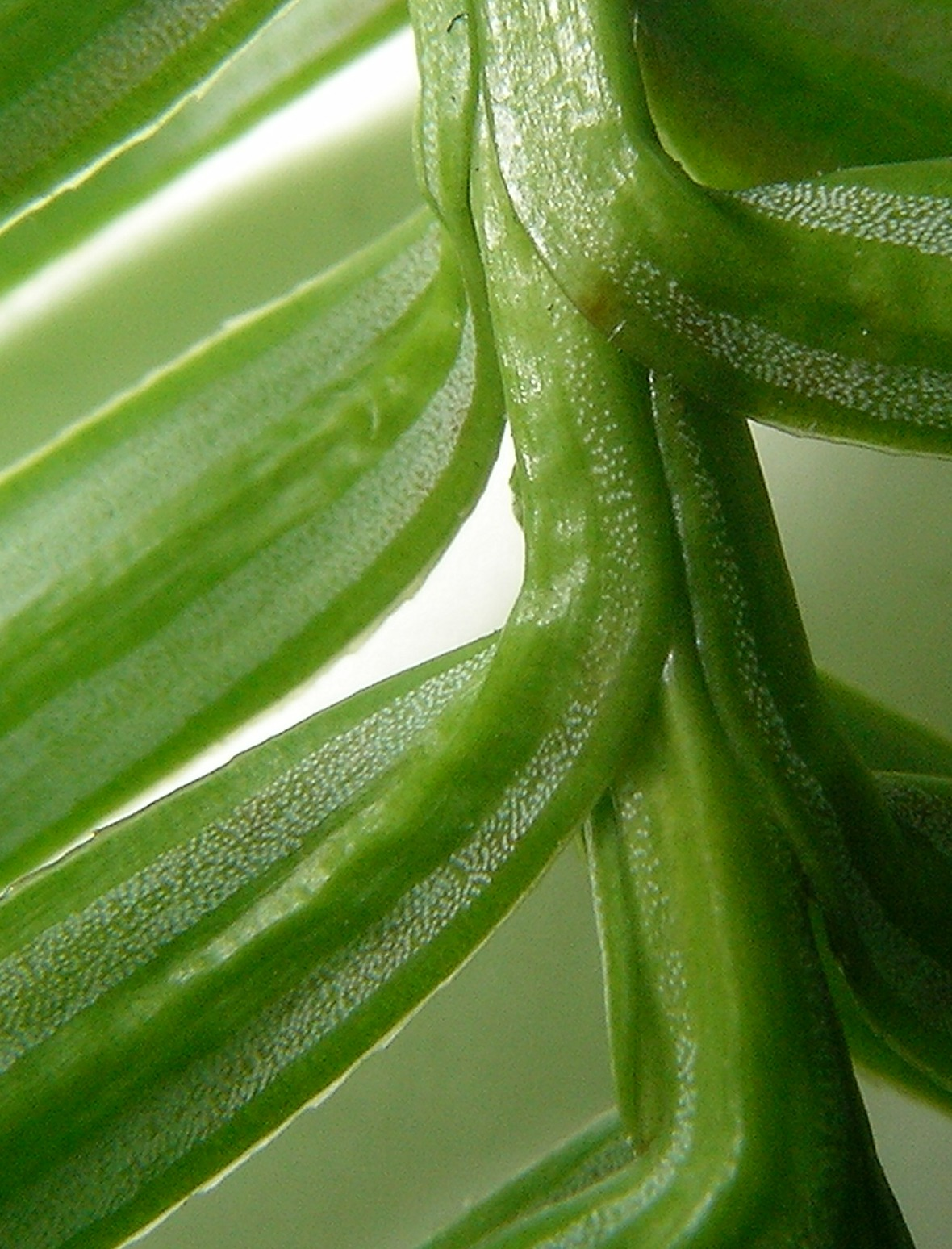
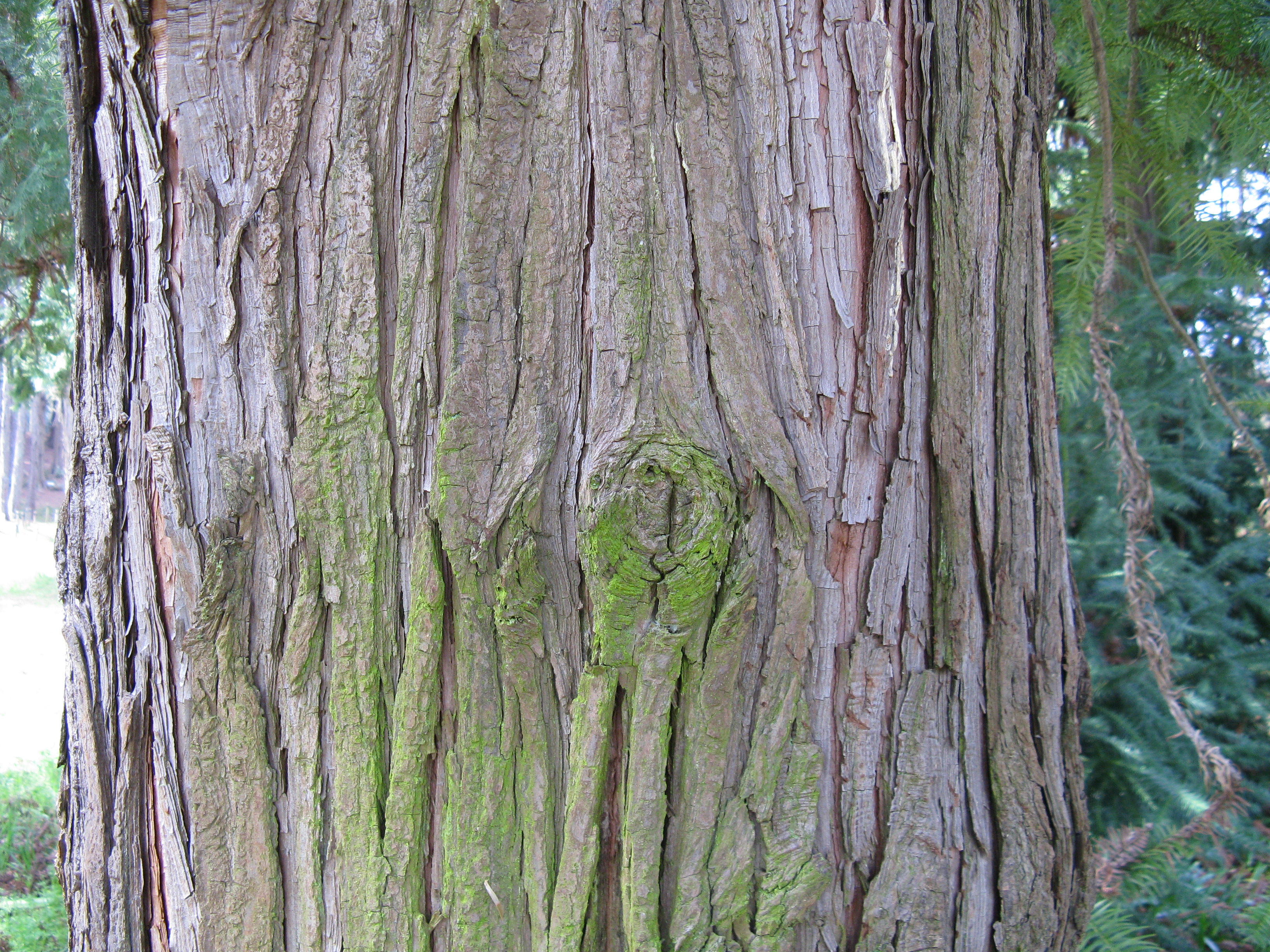